# Pharaphodius pseudotibialis
Pharaphodius pseudotibialis är en skalbaggsart som beskrevs av Bordat 1992. Pharaphodius pseudotibialis ingår i släktet Pharaphodius och familjen Aphodiidae. Inga underarter finns listade i Catalogue of Life.